# Ideopsis restricta
Ideopsis restricta är en fjärilsart som beskrevs av Talbot 1939. Ideopsis restricta ingår i släktet Ideopsis och familjen praktfjärilar. Inga underarter finns listade i Catalogue of Life.